# Héctor Socorro
Héctor Socorro Varela (* 26. Juni 1912 auf Kuba; † 1980) war ein kubanischer Fußballspieler.

## Karriere

### Vereine
Socorro spielte von 1933 bis 1937 für Iberia Havanna in der Campeonato Nacional de Fútbol de Cuba, der höchsten Spielklasse im kubanischen Fußball und gewann 1934 die Meisterschaft. Danach spielte er für den CD Puentes Grandes, einem Stadtteilverein im Bezirk Plaza von Havanna.

### Nationalmannschaft
In der Qualifikation für die Weltmeisterschaft 1934 in Italien bestritt Socorro für die A-Nationalmannschaft  in der Gruppe 11, für Nord- und Mittelamerika alle Spiele der Runde 1 und 2 gegen die Nationalmannschaften Haitis und Mexikos. Im zweiten Spiel der Runde 1 am 1. Februar 1934 in Port-au-Prince erzielte er mit dem Treffer zum Endstand in der 87. Minute sein einziges Tor; das Spiel zuvor und danach wurde am 28. Januar mit 3:1 und am 4. Februar mit 6:0 gewonnen. Da alle Begegnungen der Runde 2 verloren wurden, verpasste er mit seiner Mannschaft die Runde 3 und die mögliche Teilnahme an der Weltmeisterschaft.
Vier Jahre später ereilte ihn und seine Mannschaft das Glück – ohne ein Qualifikationsspiel bestritten zu haben – das erste Mal bei einer Weltmeisterschaft vertreten zu sein. Die US-amerikanische Nationalmannschaft, Mitbewerber in Gruppe A, verzichtete auf eine Spielaustragung gegen Kuba, sowie alle vier Nationalmannschaften, die in Gruppe B gesetzt waren. Zum Aufgebot für die WM-Endrunde gehörend, kam Socorro in drei Turnierspielen zum Einsatz. Mit seinem Tor zum 1:1 in der 40. Minute gegen die Nationalmannschaft Rumäniens im Achtelfinale am 5. Juni 1938 in Toulouse avancierte er zum ersten WM-Torschützen einer Nationalmannschaft aus der Karibik und trug zum notwendig gewordenen Wiederholungsspiel bei. Dieses wurde an selber Stätte vier Tage später mit 2:1 gewonnen, wobei er mit dem Treffer zum 1:1 in der 50. Minute zur Wende und zum Einzug ins Viertelfinale beitrug. Gegen die Nationalmannschaft Schwedens, die kampflos und somit entspannt ins Viertelfinale gelangte, unterlagen elf entkräftete Kubaner, von denen nur Juan Alonzo und Pedro Ferrer nicht in den beiden Spielen gegen Rumänien eingesetzt waren, am 12. Juni 1938 im Stade du Fort Carré von Antibes vor 7.000 Zuschauern mit 0:8.

## Erfolge
- Teilnehmer an der Weltmeisterschaft 1938
- Kubanischer Meister 1934